# 石破市造
石破 市造（いしば いちぞう、1874年〈明治7年〉12月2日 - 1941年〈昭和16年〉1月19日）は、日本の農民、政治家。鳥取県八頭郡大御門村長、同村会議員、同信用組合理事を歴任。
参議院議員や第39代鳥取県知事を務めた石破二朗の父で、第102・103代内閣総理大臣、第28代自由民主党総裁の石破茂の祖父。

## 経歴
鳥取県八東郡大御門村大字殿（後の郡家町、現・八頭町）で石破常七の長男として農家の家に生まれた。高等小学校卒業後は家業たる農業に従事したが、明治27年（1894年）隼村役場書記を拝命。明治28年（1895年）大御門村役場に転じ明治33年（1900年）辞任。明治35年（1902年）村書記復職。
若い時から他にさきがけて、山を拓いて二十世紀梨を栽培したり、御所柿を植えたり、養蚕をなどしていた。しかしどれも成功とまではいかなかった。自身が十分な学校教育を受けていなかったせいか、子供の教育には特に熱心だった。自身も英語の講義録をとったりして勉強していた。
明治41年（1908年）大御門村長に選ばれた。
昭和16年（1941年）死去。66歳没。

## 人物像
- 趣味は旅行、囲碁[1]。

## 家族・親族

### 石破家
- 父・常七[1]

嘉永元年（1848年）3月生 - 没
- 母・みや（八頭郡下私都村花原、森本忠左衛門長女[1]）

安政元年（1854年）9月生 - 没
- 妻・マサ（岩美郡米里村美和、山田松太郎長女[1]）

明治9年（1876年）9月生 - 昭和3年（1928年）4月1日没
- 長女・里喜（臼井宗に嫁す[1]）

明治32年（1899年）10月生 - 没
森納著『続 因伯の医師たち』 88-90頁によると、「臼井家はもと高田姓を名のっていた。八東郡下私都村峰寺に代々医を業として住み、時には御殿医として藩に仕えたこともあった。臼井家六代目宗順（宋順）の時に峰寺より中私都村市場に移った。宗順に医家を継ぐ男子なく三女のちよに八上郡本角村の医師田淵養玄の二男幾蔵を迎えて婿養子とした。幾蔵の二男宗は教職につき丹比小学校長等をつとめた。宗の子宗雄は鳥取市で眼科医院を開業している。」という。
- 養女・艶子（岩美郡倉田村圓通寺、山本音市に嫁す[1]）

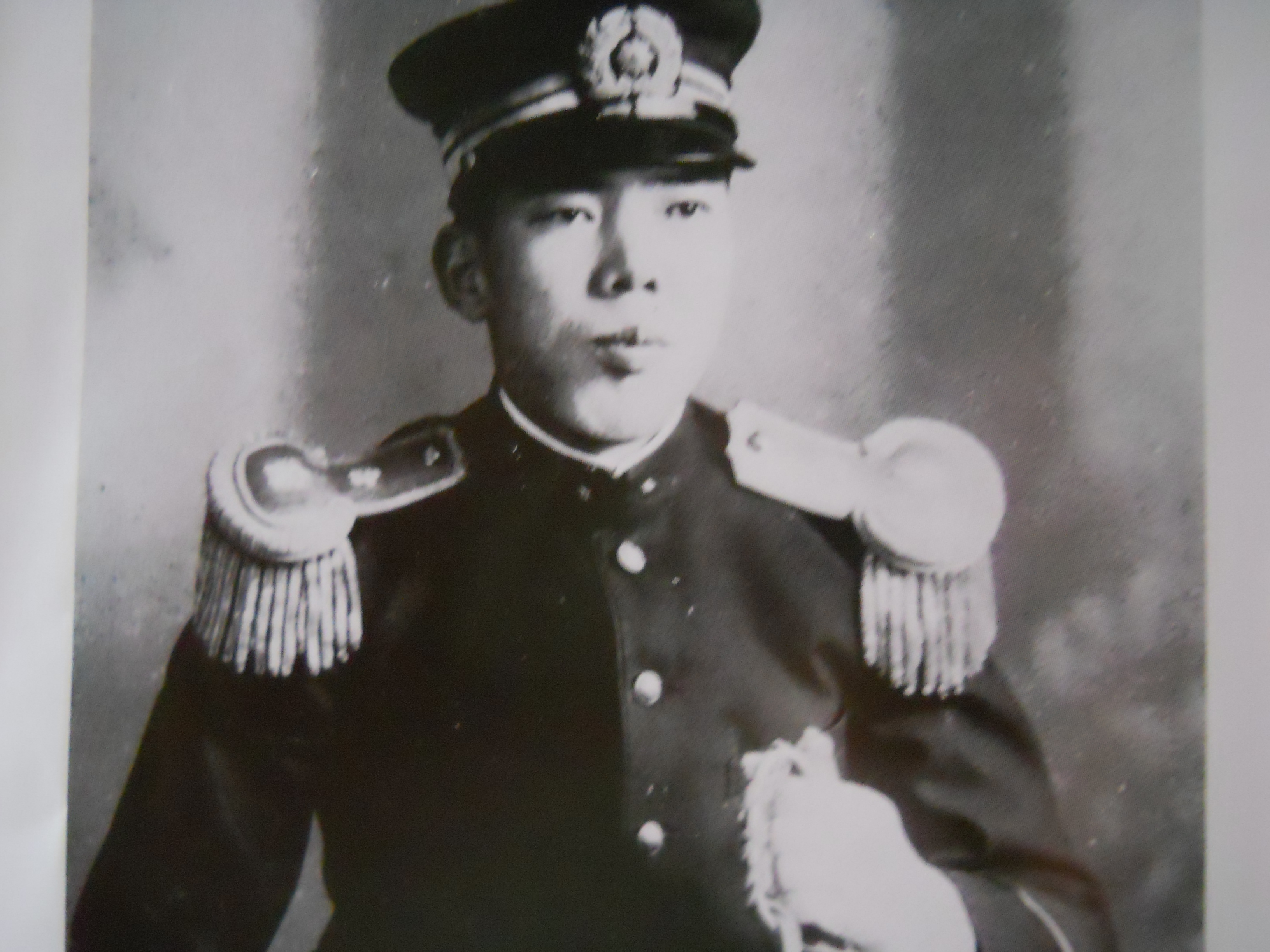
石破二朗
本所厩橋警察署長の正装
（昭和12年春）

明治34年（1901年）7月生 - 没
- 長男・節[1]

明治35年（1902年）4月生 - 没
- 二女・喜久野

明治38年（1905年）7月生 - 没
- 二男・二朗（官僚、政治家）

明治41年（1908年）7月生 - 昭和56年（1981年）9月没
- 三女・敏子

大正2年（1913年）2月生 -

## 関連
- 中田政美（官僚、政治家） - 中田が若い時、八頭郡役所に勤めていた当時、市造と交際があった。